# 川口雄介 (俳優)
川口 雄介（かわぐち ゆうすけ、1989年9月30日 - ）は、日本の俳優。千葉県出身。劇団NLT映放部所属。身長182cm。体重64kg。

## 出演作品

### テレビドラマ
- スイッチガール!!2 第3 - 5話（2013年）

### 舞台
- ジョホールバル・マンボ

### CM
- 日本コカ・コーラ ジョージア
- ホンダ・フリード